# Oceanic Airlines
Oceanic Airlines je fiktivní letecká společnost, která byla použita v několika filmech a televizních programech (mimo jiné např. v thrilleru Kód 11-14 nebo seriálech Alias a JAG). V Česku je nejspíš nejznámější její „účinkování“ v seriálu Ztraceni. Bylo to právě letadlo jejího letu č. 815 ze Sydney do Los Angeles, které spadlo na tajemný ostrov. Často je zobrazována jako velmi náchylná k nehodám, což se ve filmařské a televizní branži stalo jakýmsi vtípkem pro zasvěcené. Třeba právě v seriálu Ztraceni je sloganem společnosti: „Taking you places you've never imagined,“ což by se dalo volně přeložit jako: „Bereme vás na místa, o jakých se vám ani nesnilo.“